# Starxinà
Starxinà (del rus старшина) era inicialment un rang d'oficial cosac, però durant el període soviètic era emprat per designar el sotsoficial de més rang.
Entre els cosacs i a Ucraïna, starxinà era un nom col·lectiu per a categories d'oficials o per a una elit militar: l'starxinà jove o l'starxinà general, l'starxinà militar o el sotsstarxinà. Després de la revolta de Khmelnitski, el terme fou associat amb la noblesa que derivava de l'oficialitat i designava els hètmans el segle xvii. Alguns membres d'aquest estament protagonitzaren revoltes tant contra el hetman com contra el tsar durant aquells anys, que contribuïren als canvis fronterers d'Ucraïna amb Rússia, l'Imperi Otomà i Polònia.
Durant el Tsarat Rus i després durant l'Imperi Rus d'entre el segle xvii i xx, un volostnoi starxinà era el director d'un vólost (unitat administrativa rural). S'encarregava de la recaptació d'impostos, de la resolució de conflictes dins l'óbsxina, la distribució de l'ús de les terres comunes, la lleva de reclutes per al servei militar, etc.
El rang de voiskovoi starxinà fou introduït el 1826 com equivalent al tinent coronal de la cavalleria cosaca.
A l'Exèrcit Roig, un starxinà era el sotsoficial de més alt rang entre els reclutats per al servei militar fins que fou reintroduït el rang superior de pràporsxik el 1972. A la Marina Soviètica fou introduït el 1942 com un rang de contramestre o sergent.
Avui dia, a l'escalafó militar rus i ucraïnès encara es fa servir starxinà com un rang d'allistats.

Insígnia de starxinà de Vaixell Cap de la Marina Soviètica.
Insígnia de rang de Starxinà Cap de l'Exèrcit Roig.
Starxinà de 1a classe.
Starxinà de 2a classe.
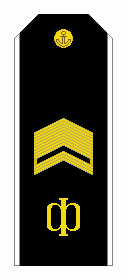
Starxinà de Vaixell Cap de l'Armada Russa.
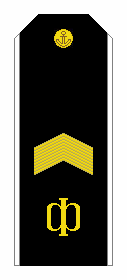
Insígnia de rang de Starxinà Cap de l'Armada Rusa.
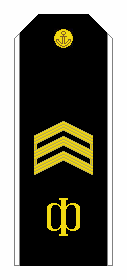
Starxinà de 1a classe.
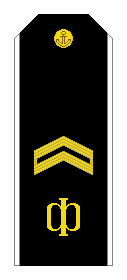
Starxinà de 2a classe.
Insígnia de starxinà de l'Exèrcit Roig.
Insígnia de starxinà de l'Exèrcit Rus.
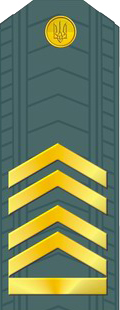
Insígnia de starxinà de l'Exèrcit Ucraïnès.